# Junior Strous
Junior Strous (Wassenaar, 28 april 1986) is een Nederlands autocoureur. Hij racete in de Verenigde Staten in de Indy Lights series, de opstapklasse van de Indy Racing League.

## Carrière
Strous begon met formule racen in 2002. Hij racete toen in de Nederlandse Formule Ford Zetec klasse. Hij won zijn eerste race op Spa-Francorchamps en was daarmee de jongste Nederlander die ooit een Formule Ford race won. Strous heeft het Benelux Formule Ford kampioenschap niet afgemaakt en reed drie races mee in de Formule BMW ADAC. Daar zette hij twee baanrecords op zijn naam en behaalde de pole position op Circuit Park Zandvoort.
In 2003 stapte hij over naar de Formule Renault 2.0. Hij deed mee aan het Fran-Am winterkampioenschap in Florida met de Formule Renault 2.0. In Europa aan de Eurocup en het Nederlands kampioenschap. Hij racete bij Van Amersfoort Racing. In het Nederlands kampioenschap werd hij tweede. In 2004 won Strous het World Winter Invitational Formule Renault-kampioenschap in Florida en in Europa won hij het Nederlandse Formule Renault 2.0 kampioenschap.
In 2005 had Strous zijn zinnen gezet op het winnen van het Europese Formule Renault kampioenschap, Strous reed ook wat races mee in het Nederlands kampioenschap en ondanks het missen van races werd hij tweede, Renger van der Zande pakte de titel. Strous won in de wintermaanden het Formule Renault BARC Winter Cup. Kimi Räikkönen en Pedro de la Rosa hebben dit kampioenschap ook gewonnen. 2006 was geen succesvol jaar voor Strous. Hij reed een paar races mee in het Italiaanse Formule Renault 2.0 en in de Eurocup.
Hierna besloot hij zijn zinnen te zetten op Amerika, de Atlantic Series. In 2007 ging hij racen bij Condor Motorsports. Bij een zware crash in het begin van het seizoen brak hij zijn pols. Strous heeft het hele seizoen geprobeerd te rijden een gebroken pols maar hij moest soms races opgeven vanwege de pijn.
In 2008 was Strous lange tijd leider in het Atlantic Series-kampioenschap maar de kredietcrisis raakte een aantal van zijn sponsors. Hij heeft maar net het kampioenschap af kunnen maken. Hierdoor kon de titel onmogelijk veiliggesteld worden.
In 2009 koos Strous voor de Indy Lights-series. Hij won de eerste twee races van het seizoen op het stratencircuit van Saint Petersburg en werd daarmee de derde Indy Lights coureur die een dubbele overwinning haalde in zijn debuutraces. Hij was wederom lange tijd leider in het kampioenschap maar moest stoppen doordat zijn mede-hoofdsponsor Charter Communications Chapter 11 aanvroeg.